# Lipofuscina
Si definisce lipofuscina (o, a volte, pigmento dell'invecchiamento), un accumulo granulare di molecole polimeriche non degradabili dalle idrolasi lisosomiali né eliminabili per esocitosi. Tali granuli assumono solitamente una colorazione marrone e sono prevalentemente composti di lipidi.
Essa si origina con l'ossidazione di componenti cellulari all'esterno o all'interno dello stesso lisosoma. Tali ossidazioni modificano le molecole in modo da renderle, appunto, non più degradabili.

## Composizione
Le lipofuscine sono essenzialmente composte di residui dell'ossidazione di lipidi e proteine. I lipidi sono per la maggior parte trigliceridi, acidi grassi liberi, colesterolo e fosfolipidi. I rimasugli di proteine sono tipicamente caratterizzati dalla presenza di amminoacidi. Si possono individuare anche resti di carboidrati. Sono presenti in minima parte anche metalli come ferro, rame, alluminio, calcio e manganese . Sebbene la composizione degli ammassi sia tutt'altro che costante, la non degradabilità delle lipofuscine è dovuta essenzialmente alla presenza di peptidi legati a ponte da aldeidi in strutture simili alle materie plastiche.

## Origine e risposta cellulare
La presenza di lipofuscine è da sempre correlata all'invecchiamento. È stato infatti confermato da evidenze sperimentali che le lipofuscine mostrino un accumulo progressivo, soprattutto nelle cellule postmitotiche come neuroni o miociti cardiaci (anche se sono evidenti anche nel fegato, nel rene e nel surrene). La conferma che tale accumulo possa generare danni cellulari progressivi, invece, è molto recente.
L'unico modo attraverso il quale le cellule sono in grado di eliminare le lipofuscine è costituito dalla proliferazione, attraverso la quale esse vengono semplicemente diluite . Se dunque le cellule in attiva replicazione sono in grado di fronteggiare adeguatamente l'accumulo di lipofuscine, il destino di quelle postmitotiche è l'apoptosi, con danni progressivi al tessuto di cui fanno parte, che viene progressivamente danneggiato.
L'accumulo abnorme di lipofuscine è associato solitamente a malattie neurodegenerative, come le cosiddette lipofuscinosi (tra cui è molto frequente la malattia di Batten).